# Anons
Anons (comercialitzada internacionalment com The Announcement és una pel·lícula del 2018 dirigida per Mahmut Fazıl Coşkun i escrita per Fazıl Coşkun i Ercan Kesal. Els papers principals de la pel·lícula, que és una coproducció entre Turquia i Bulgària, són Ali Seçkiner Alıcı, Tarhan Karagöz, Murat Kılıç i Şencan Güleryüz.
La pel·lícula es va estrenar el 31 d'agost de 2018 dins l'àmbit de la 75a Mostra Internacional de Cinema de Venècia. La pel·lícula va guanyar el premi especial del jurat "Orizzonti (Horizons)" de Venècia.

## Argument
La pel·lícula explica la història d'un grup de soldats que intenten llegir una declaració a Istanbul Radio després d'un cop d'estat militar el 1963.

## Repartiment
- Ali Seçkiner Buyer - Coronel Reha
- Tarhan Karagöz - Tinent Şinasi
- Murat Kılıç - Major Kemal
- Şencan Güleryüz - Major Rifat
- Serkan Ercan - Senyor Hamdi
- Erdem Şenocak - Murat
- Mehmet Yılmaz Ak - Conductor Behçet

| Premi / Festival                            | Data de la cerimònia  | Categoria                                                             | Nominat                           | Resultat  | Notes |
| ------------------------------------------- | --------------------- | --------------------------------------------------------------------- | --------------------------------- | --------- | ----- |
| Festival Internacional de Cinema d'Istanbul | 16 d'abril de 2015    | "Reunions sobre el suport al desenvolupament cinematogràfic del pont" | Mahmut Fazıl Coşkun               | Guanyador | [ 4 ] |
| Festival Internacional de Cinema de Venècia | 8 de setembre de 2018 | "Premi del Jurat Orrizonti"                                           | Mahmut Fazıl Coşkun               | Guanyador | [ 3 ] |
| Festival Internacional de Cinema de Venècia | 8 de setembre de 2018 | "Millor pel·lícula mediterrània"                                      | Mahmut Fazıl Coşkun               | Guanyador | [ 5 ] |
| Mostra de València                          | 8 de setembre de 2018 | "Palmera d'Or"                                                        | "Anons"                           | Guanyador | [ 6 ] |
| Mostra de València                          | 8 de setembre de 2018 | Millor guió                                                           | Mahmut Fazıl Coşkun i Ercan Kesal | Guanyador | [ 6 ] |
| Mostra de València                          | 8 de setembre de 2018 | Millor fotografia                                                     | Krum Rodríguez                    | Guanyador | [ 6 ] |